# Pionus reichenowi
Pionus reichenowi, "blåbröstad papegoja", är en fågelart i familjen västpapegojor inom ordningen papegojfåglar.

## Utbredning och systematik
Fågeln förekommer i östra Brasilien från Alagoas till Espírito Santo och Rio de Janeiro, där den möjligen är utdöd. Den betraktas oftast som underart till blåhuvad papegoja (Pionus menstruus), men urskiljs sedan 2014 som egen art av Birdlife International, IUCN och Handbook of Birds of the World.

## Status
Den kategoriseras av IUCN som sårbar.